# Смит, Стиви
Фло́ренс Ма́ргарет Смит (англ. Florence Margaret Smith), известная как Сти́ви Смит (англ. Stevie Smith; 20 сентября 1902 — 7 марта 1971) — британская поэтесса, писательница и художница. Автор одного из самых популярных стихотворений в истории британской поэзии «Not Waving But Drowning» («Не помахивал — тонул»).

## Биография и творчество
Флоренс Маргарет Смит родилась на северо-востоке Англии в городе Кингстон-апон-Халл. Она была второй дочерью Этель и Чарльза Смит. Её старшую сестру звали Молли. Отец девочек работал инженером-консультантом в Адмиралтействе и большую часть своего времени проводил в море. Во время недолгих приездов домой держал себя с домашними очень сухо и официально, поскольку находился с женой в натянутых отношениях, хотя фактически родители не были разведены. По предположениям биографов, отец почти не оказывал семье материальной поддержки. Когда будущей поэтессе было три года, мать забрала дочерей и переехала в Лондон к своей сестре на Палмерс Грин.
Женщины не были состоятельными, но благодаря их предприимчивости и смекалке сёстры получили приличное образование в Коллегиальной школе северного Лондона для девочек. Юную Флоренс в семье все называли «Пегги». Позднее она получила новое прозвище «Стиви» по имени знаменитого в то время жокея Стива Донахью, потому что была маленькой и хрупкой, но при этом сохраняла кипучую энергию до самой старости. С тех пор вся жизнь Стиви протекала исключительно в женском окружении. Когда ей было 16 лет, умерла её мать. Стиви осуждала отца за то, что тот оставил семью. Сестёр начала воспитывать Мэдж Спир — родная тётя со стороны матери или «тётушка львица», как её называла Стиви. Вскоре умерла бабушка Стиви, — тётя её матери, Молли покинула их дом. Осталась лишь тётушка, заменившая Стиви мать, она дожила со Стиви до 1968 года. В свою очередь, и Стиви ухаживала за ней до самой её смерти. Тётя была убеждённой феминисткой. Всю свою жизнь прожила незамужней и сама Стиви Смит.
Этим событиям посвящено автобиографическое стихотворение «Дом милосердия» («A House of Mercy»). В нём акцент делается не столько на прославлении родительского дома в Лондоне, в котором Стиви прожила 64 года, сколько женской солидарности и терпению, способности противостоять невзгодам.
Первый роман писательницы «Novel on Yellow Paper» («Роман на жёлтой бумаге») вышел в 1936 году. За ним последовали романы «Over Frontier» («Через границу») — 1938 г. и «The Holiday» («День отдыха») — 1949 год. Произведения написаны от первого лица, и этот рассказчик-повествователь близок автору по своему мироощущению. Проблематика всех романов примерно одинаковая: противоречие между рассудком и чувством, бытием и бытом, логикой и абсурдом. Во всех произведениях прозаический текст перемежается стихотворными вставками.
Первый поэтический сборник Стиви Смит «Хорошо повеселились» был издан в 1937 году. Уже в этой книге Смит предстала перед читателями вполне сложившимся поэтом. Некоторые свои стихи поэтесса перепечатывала из сборника в сборник, а начиная со второго сборника стихов она неизменно выпускала их со своими графическими иллюстрациями. Всего ею создано 9 поэтических сборников. Последний десятый авторский сборник «Scorpion» был издан уже посмертно.
В её поэзии совсем нет места переживанию чувства плотской любви, её раздумья о любви, о своём предполагаемом избраннике, носят несколько отвлечённый характер: «Мне всегда намного интересней то, о чём я думаю, и, случись мне встретить его на улице, я бы, наверное, его не узнала». Зато в её творчестве присутствуют спокойные описания дружбы («Радости дружбы»), элегичная пейзажная лирика, проникнутая любовью к родине («Счастье»). Многим стихам Стиви Смит, в частности стихотворению «Не плескался — тонул» («Not waving but drowning»), присуще чувство страха и неотвратимости смерти. Некоторые её стихи написаны в форме обращения к смерти. Для неё характерно также отрицание религии, но религии не в высшем, а в традиционном понимании. Как сказал её друг англиканский священник, «ей была необходима беспредельная вера, чтобы её отвергнуть»
Она размышляла о самоубийстве, но, в конце концов, пришла к выводу о том, что обычная смерть будет большим благом. По её мнению, старость — это тихая прихожая в преддверии смерти, когда отпадают многие вещи, ранее волновавшие человека. Для неё в самой смерти уже нечто естественное и в каком-то смысле желанное. В одном из последних интервью она заявила:
Эти заключительные слова — «Яко Твоё есть Царство и Сила и Слава» — это же совершенно изумительно. Это значит абсолютное добро, власть над всем абсолютного добра. Естественно, человек мечтает поэтому о смерти, там добру будет подвластно больше, нежели здесь, потому что быть живым — это как бы находиться на вражеской территории.
Противоречивое отношение к смерти стало темой стихотворения «О, благодарные краски, яркий вид!» («Oh grateful colours, bright looks!»). Стиви Смит выступала с публичными чтениями стихов, исполняла их под музыку в концертных программах, записывала свои стихи на Би-би-си и на грампластинках. С 1923 по 1953 год Стиви Смит работала в лондонском издательстве Newnes Publishing Company, в последние годы была секретарём издательства. В 1969 году за заслуги перед британской литературой она была награждена Золотой Королевской медалью. 7 марта 1971 года она умерла от опухоли головного мозга.
В 1977 году была поставлена пьеса Хью Уайтмора «Стиви», которая имела большой успех. Главную роль в ней исполняла Гленда Джексон. По пьесе был снят фильм. В 1978 году издательство «Пенгуин» выпустило сборник лучших стихов Стиви Смит, куда вошли такие произведения, как «Числа», «О, благодарные краски, яркий вид!» и другие.

## Отзывы и признание
По мнению историка британской поэзии Владимира Скороденко, поэзия Стиви Смит представляет собой очень сложное явление. Стихи Смит написаны «в тонах коварного неведения и обманчивой наивности». Поэтесса продолжает традиции английской детской поэзии, колыбельных песенок, якобы простых и бесхитростных, традиции «поэзии бессмыслиц» Льюиса Кэрролла и Эдварда Лира:

Для С<мит> характерны экономия выразительных средств, повествовательность, разнообразие рифм и ритмических структур, чёткий размер, смешение книжной и уличной лексики, суховатый изящный юмор, самоирония, пародирование клишированных канонов. Своим стихам, нередко стилизованным в духе «чёрного юмора», она сообщает интонацию детского простодушия, отчего их поэтические сюжеты воздействуют с непредвиденно гротескным эффектом, указывая на трагикомичность и абсурд человеческого существования.
— В. Л. Скороденко, Английская поэзия в русских переводах. XX век. М., 1984.
Эти особенности авторского стиля критик рассматривает на примере стихотворения «Был ли он женат?»: Спрашивал ли он, до каких пор терпеть // И можно ли Смерть считать концом? // Нет, это его не скребло, // Его грядущее было светло. «Под покровом „игры“ смыслов и напускной небрежности стиля у С<мит>, — считает В. Л. Скороденко, — спрятана серьёзная тема и глубокое сострадание к человеку».
По мнению российского переводчика английской поэтессы Григория Кружкова, сила поэтического слова Стиви Смит заключается в её интонации — раскованной и неподражаемо своеобразной: "Один литературовед заметил, что Стиви Смит разговаривает с Богом, как домохозяйка, упрекающая зеленщика за плохое качество капусты. Среди других её стихов Г. М. Кружков, также как и В. Л. Скороденко, выделяет стихотворение «Был ли он женат?»: Был ли он женат, приходилось ему // Обеспечивать жену и семью, // Когда от любви ничего не осталось? // Нет. Такого несчастья с ним не случалось. // Знал ли он, что такое надлом, тоска, // Ощущение безвыходного тупика? // Нет, он был настойчивым с колыбели, // Он знал свою цель и шёл к своей цели. В этом стихотворении говорится о Христе, и отношение поэтессы к христианству характерно для многих жителей Великобритании, с привычным скепсисом оберегающих себя от пут ханжества и авторитарных догм, какими бы благими целями они ни оправдывались. В её стихах дух анархизма уживается с духом одиночества. «Стихи Стиви Смит прихотливы и капризны, но в высшем, артистическом смысле слова — они словно бы каприччио для одного неповторимого женского голоса», — утверждает критик.
Я вам кричал, а вы не понимали —

Я не махал рукою, а тонул.
Однако одиночество поэта — это его выбор, это совсем не то одиночество, которое взывает к жалости. Стиви Смит отнюдь не столь жалка и беспомощна в своём противостоянии обществу, как это может показаться. По мнению Г. М. Кружкова, от зрелых стихотворений поэтессы исходит неотразимое очарование умной немолодой женщины. Характер Стиви Смит во многом противоречив. Её поэтическому голосу свойственны и весёлое отчаянье, и задиристая меланхолия. Некоторые критики на этом основании нередко сравнивают поэтессу с Эмили Дикинсон, сравнивают не манеру письма, а психологический архетип. На этом основании они делают вывод о том, что в английской литературе XX столетия Стиви Смит является одной из наиболее выдающихся и самобытных поэтесс.

### Not Waving But Drowning
В 1995 году телепередача «Книжный червь» корпорации Би-би-си организовала среди жителей Великобритании опрос на тему «Какое ваше самое любимое стихотворение?». В результате отбора получился список из ста наиболее популярных английских стихотворений, четвёртое место в списке заняло произведение Стиви Смит «Not Waving But Drowning». Ниже Стиви Смит в списке расположились стихи таких признанных мэтров британской поэзии, как Шекспир, Уильям Вордсворт, Джон Китс, П. Б. Шелли, Уильям Блейк, У. Б. Йейтс и т. д.
«Not Waving But Drowning» из одноимённого поэтического сборника 1957 года, восьмого по счёту, написано в апреле 1953 года под впечатлением от сообщения об утонувшем на глазах у всех курортнике. «Not Waving But Drowning» — в различных переводах «Не плескался — тонул» (пер. Неда Томаса), «He махал рукою, а тонул» (пер. Г. М. Кружкова), «Тонул, а не плыл» (пер. М. Немцова), «Не плескался — опускался на дно». Несчастный пловец подавал отдыхающим на берегу странные знаки руками, но их значения никто не понял, сочтя его крики и жесты за шутки и причуды. Поэтесса была уже в зрелом возрасте, ей был 51 год, тем не менее она тяжело переживала это событие, в результате возникло стихотворение, по сюжету которого беседуют двое: утонувший и тот, кто остался на берегу.
Скрытый подтекст стихотворения состоит в том, что оно напоминает старый анекдот о двух ныряльщиках, один из которых в конце концов говорит другому: идиот, я не машусь, а тону! Совершенно серьёзное стихотворение несёт в себе все признаки чёрного английского юмора. С другой стороны, стихотворение внешне имитирует лёгкий короткий детский стишок, тогда как его содержание представляет собой целую философскую притчу о людской глухоте, отсутствии взаимопонимания между близкими. Другая аллюзия состоит в игре слова «waving», которое в разном контексте, в том числе на сленге, может означать «махаться» и «развлекаться», что и обыгрывает Стиви Смит весьма виртуозно. Навязчивые мысли о смерти ещё долго не оставляли её, два месяца спустя после публикации стихотворения, 1 июля 1953 года, она предприняла попытку самоубийства, перерезав себе запястья. Позднее, в 1970 году, она признавалась, что почти каждое её стихотворение можно считать произведением о самоубийстве.
В том же 1995 году английская певица Танита Тикарам положила на музыку стихотворение Стиви Смит «Not Waving but Drowning». И тогда же эта песня появилась на сингле Тикарам «I Might Be Crying».
В 2012 году на экраны вышла драма режиссёра Девина Уэйта «Not Waving but Drowning». Стихи Стиви Смит до сих пор выходят в поэтических антологиях, переиздаются её романы. Недооценённое при жизни Стиви Смит, её творчество в конце XX века стало классикой британской литературы.